# Tudelai Benjámin
Tudelai Benjámin (héberül: בִּנְיָמִין מִטּוּדֶלָה), teljes nevén Benjámin ben Jóna (Tudela, 1130 körül – Kasztíliai Királyság, 1173) középkori zsidó utazó és útleíró.

## Élete és műve
A hispániai Tudelából származott, és 1165–1173 között beutazta Franciaországot, Itáliát, a Bizánci Birodalmat, Szíriát, Palesztinát, Mezopotámiát, Perzsiát, Arábiát és Egyiptomot. Élményeit és tapasztalatait Az igazságszerető jámbor és tudós férfiú Benjámin utazásai (Mászóot) című héber nyelvű könyvében írta meg. Tudelai Benjámin különös figyelemmel kísérte az egy-egy adott helyen élő zsidók életét, és a keleti kereskedelmet. Általában megbízhatónak tekintik az általa személyesen látott dolgok leírását, a csak hallomásból ismert jelenségekkel kapcsolatban viszont már kritikusabb a történettudomány. Útjának célja valószínűleg szentföldi zarándoklata lehetett. Érdekes, hogy Palesztinában mindössze 1050 zsidó és 1500 szamaritánus családot talált. A művet először Konstantinápolyban nyomtatták ki 1543-ban.

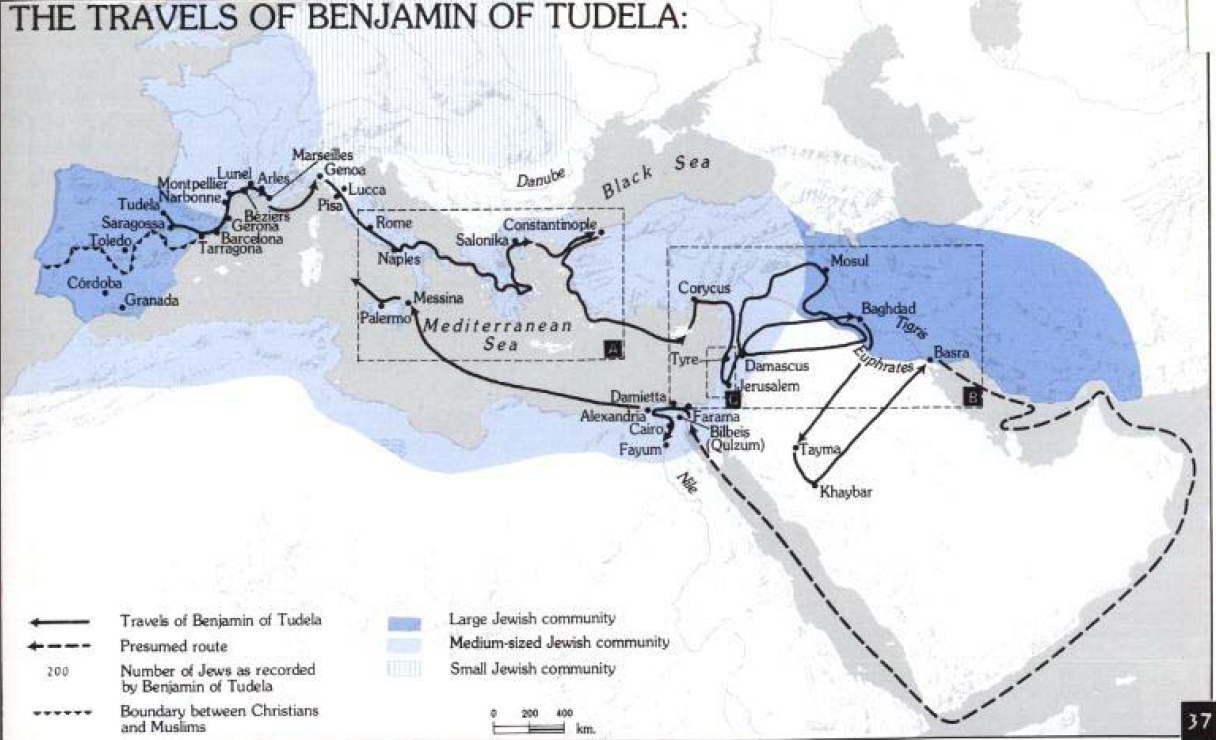
Tudelai Benjámin útjának térképe

## Magyar nyelvű fordítások
Tudelai Benjámin teljes életműve mindezideig nem rendelkezik magyar nyelvű fordítással. Kisebb szemelvények jelentek meg műveiből:
- Scheiber Sándor: A feliratoktól a felvilágosodásig – Kétezer év zsidó irodalma (Zsidó irodalomtörténeti olvasmányok), Múlt és Jövő Lap- és Könyvkiadó, Budapest, 1997, ISBN 963 85697 4 3, 196–197. o.
- Nagy András Ödönː Tudelai Benjámin utazásai. Palimpszeszt, 25. szám, 2006. Online

## Egyéb külső hivatkozás
- Tudelai Benjámin egzotikus utazásai. Mezei Zoltán József. [2017. március 8-i dátummal az eredetiből archiválva]. (Hozzáférés: 2017. március 8.)
- Tudelai Benjámin utazásai. Reuven Kashani. [2017. március 8-i dátummal az eredetiből archiválva]. (Hozzáférés: 2017. március 8.)